# Hypoatherina valenciennei
Hypoatherina valenciennei és una espècie de peix pertanyent a la família dels aterínids.

## Descripció
- Pot arribar a fer 12 cm de llargària màxima.
- Cos de color blanc argentat i cobert per grans escates rodones. El cap és nu, llevat de l'opercle que està cobert d'escates.
- 5-8 espines i 8-10 radis tous a l'aleta dorsal i 1 espina i 10-13 radis tous a l'anal.[6][7][8]

## Hàbitat
És un peix d'aigua marina i salabrosa, pelàgic-nerític i de clima tropical.

## Distribució geogràfica
Es troba a l'Índic i el Pacífic: Brunei, Cambodja, la Xina (incloent-hi Hong Kong), l'Índia, Indonèsia, el Japó (incloent-hi les illes Ogasawara), la península de Corea, Malàisia, Papua Nova Guinea, les illes Filipines, Singapur, Salomó, Taiwan, Tailàndia i el Vietnam.

## Observacions
És inofensiu per als humans.